# Dzierzby Włościańskie (gromada)
Dzierzby Włościańskie – dawna gromada, czyli najmniejsza jednostka podziału terytorialnego Polskiej Rzeczypospolitej Ludowej w latach 1954–1972.
Gromady, z gromadzkimi radami narodowymi (GRN) jako organami władzy najniższego stopnia na wsi, funkcjonowały od reformy reorganizującej administrację wiejską przeprowadzonej jesienią 1954 do momentu ich zniesienia z dniem 1 stycznia 1973, tym samym wypierając organizację gminną w latach 1954–1972.
Gromadę Dzierzby Włościańskie z siedzibą GRN w Dzierzbach Włościańskich utworzono – jako jedną z 8759 gromad na terenie Polski – w powiecie sokołowskim w woj. warszawskim, na mocy uchwały nr VI/10/21/54 WRN w Warszawie z dnia 5 października 1954. W skład jednostki weszły obszary dotychczasowych gromad Dzierzby Włościańskie, Dzierzby Szlacheckie, Toczyski Średnie i Toczyski Podborne ze zniesionej gminy Jabłonna w tymże powiecie. Dla gromady ustalono 15 członków gromadzkiej rady narodowej.
31 grudnia 1959 do gromady Dzierzby Włościańskie przyłączono wsie Podłazówek i Sewerynówka ze znoszonej gromady Łazów w tymże powiecie.
31 grudnia 1961 do gromady Dzierzby Włościańskie włączono wsie Krzemień, Krzemień-Zagacie i Wieska z gromady Jabłonna, wieś Bojary z gromady Kosów Lacki oraz wieś Kamieńczyk ze zniesionej gromady Białobrzegi w tymże powiecie.
31 grudnia 1962 z gromady Dzierzby Włościańskie wyłączono wieś Krzemień-Zagacie, włączając ją do gromady Jabłonna w tymże powiecie.
Gromada przetrwała do końca 1972 roku, czyli do kolejnej reformy gminnej.